# 鄧垂簪
鄧垂簪（1942年11月26日—1970年6月22日），越南醫生，曾在越南人民軍和越南南方民族解放陣線中擔任战地军医。她的戰地日記記錄了自己生命的最後兩年，在她死於戰場後被一位美軍士兵保存了35年，在2005年歸還給鄧垂簪的家人並公开出版後激起了很大的国际反响。

## 生平
鄧垂簪1942年11月26日出生于順化，家中三代都是医生。父亲鄧玉奎是一名外科医生，母亲尹玉簪是河內藥學大學的講師。鄧垂簪是家中的老大，有3个妹妹和1个弟弟。她和三個妹妹的名字和她們的母親一樣，都是“簪”，只是墊字不同（鄧垂簪的妹妹分別叫鄧芳簪、鄧賢簪和鄧金簪），因此親朋好友們稱呼她爲“垂”，以示區分。
1952年4月，鄧垂簪加入了八月少兒隊（胡志明少年先鋒隊前身）。1958年，她和家人搬到了河內，就讀於河内朱文安中学。在中學和大學期間她展露了出色的歌喉，憑藉文記的《希望之歌》、《乌拉尔的花楸树》和《苏丽珂》等歌，她在多場首都羣衆文藝比賽中取得了數十枚獎牌。除了熱愛學習和幫助有困難的朋友外，鄧垂簪還積極參加朱文安中學的詩歌俱樂部，其中的一些成員後來成爲了作家和詩人，包括阮科恬、蘇潤偉、王智閒等。她和同一級的黎文剑、黄玉金、杨德念等同学结成了爭取入党小组。鄧垂簪繼承了家族從醫的事業，考入了河内医科大学眼科，後來她得以提前一年畢業，以前往戰場。

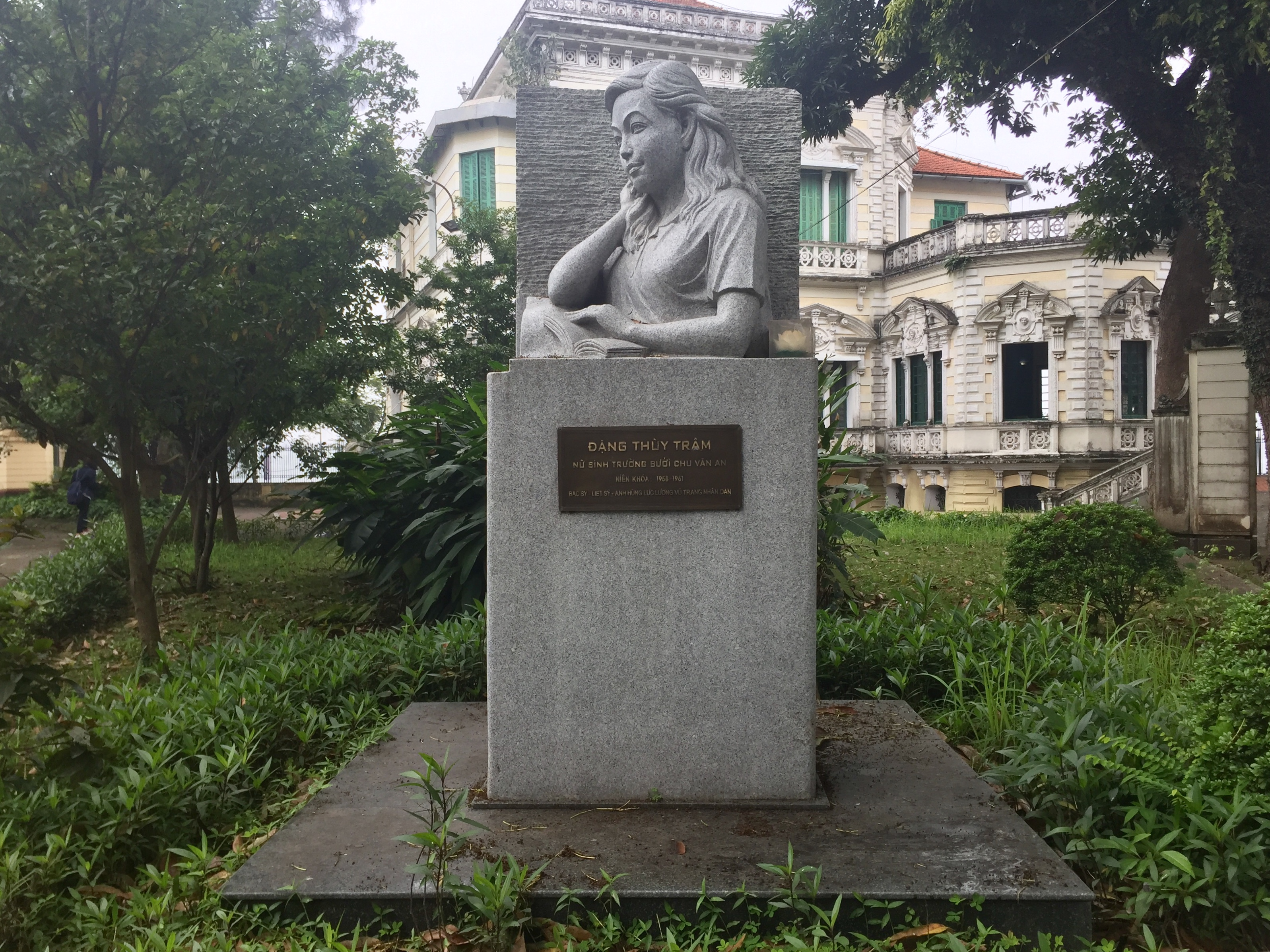
朱文安高中校園內的鄧垂簪雕像

憑藉自己優異的學習和畢業考試成績，青年醫生鄧垂簪本來可以留在學校擔任教師，或在河內的醫院或機構中工作，因爲她的父母都是有信譽的幹部，在衛生部門內有關係。但因爲自己的喜歡的男孩在幾年上了戰場，鄧垂簪也選擇畢業後就前往南方。1966年12月24日，鄧垂簪在河內登上卡車，來到廣平省的一個戰略區，並從那裏跋涉了三個多月，於1967年3月，到達了越南南方的廣義省。在那裏她被分配到了德普縣醫院，這是一家民用醫療所，但主要爲傷患士兵治療。1968年9月27日鄧垂簪加入越南劳动党。
1970年一枚美国航弹炸死了她的5个伤员。她帮助转移其余伤病员后，转回已遭重创的医院，为了保护病人与护士，于1970年6月22日与一名医务工作者在广义省德普市社被美军步兵第21团第4营的巡逻队射杀。

## 战地日记
鄧垂簪的个人日记在她死後被美军繳獲，落到了美军谍报中尉弗雷德·怀特赫斯特手中。當時弗雷德的一項任務是對準備燒毀的沒有軍事價值的文件做最後一次鑑定。就在弗雷德要燒掉鄧垂簪的日記時，他的翻譯，越南共和國軍上士阮忠孝阻止了他：“不要燒掉這本書，弗雷德，它裏面已經有火了。”之後阮忠孝將日記中的內容讀給他聽。弗雷德回国后在联邦调查局任特情人员，私人保管了该日记35年。在辭去聯邦調查局的職務後，弗雷德試圖尋找到日記主人的家人。他將日記交給同爲越戰老兵的哥哥羅伯特，由懂越南語的羅伯特翻譯日記內容。2005年，在朋友的帮助下弗雷德終於找到了鄧垂簪的母親尹玉簪。此時，鄧垂簪的父親和弟弟已經過世。
2005年7月18日，鄧垂簪的战地日记以《鄧垂簪日記》（Nhật ký Đặng Thùy Trâm）爲書名在越南公开出版。很快打破越南畅销书纪录，不到一年售出30万本。在發售一年半後，累计售出43萬多册。
2005年8月，弗雷德与罗伯特兄弟访问了河内的鄧垂簪的家人。2005年10月，鄧垂簪年过八旬的母亲受邀，到美国德克薩斯理工大學观摩了女儿日记。刚开始，母亲根本不相信这些日记是女儿所写。“直到我亲眼看到女儿的笔迹，亲手将日记本抱在怀里，我才真的相信。读这些日记，我感到很心痛，我根本没办法读完它……看到她的（战地）生活充满痛苦、困难和危险，令我非常诧异，她在信里从来都没有提到这些。”“怀特赫斯特让女儿回到了我的身边。”
2007年9月日记的英译本出版，并被翻译为中文、俄文等至少18种语言出版。

## 感情
在日記中，鄧垂簪用字母“M”指代自己的戀人。“M”的真名是姜世興（Khương Thế Hưng），出生於1934年9月18日，詩人姜友用之子，1962年前往越南南方戰場，於1999年11月13日因橙劑後遺症去世。姜世興的妹妹姜冰敬保存了鄧垂簪1969年3月17日寫給姜世興的信，這封信被他夾在了自己的日記中。這封信於2009年底被姜世興的家人贈送給越南軍事歷史博物館。
畫家范末（Phạm Mùi）和鄧垂簪在同一支行軍前往廣義省的隊伍中，兩人結下了深厚的友誼。由於他的名字首字母也是“M”，被很多人當作是鄧垂簪日記中的“M”，據他自己所說，他與鄧垂簪之間只有友誼和同志情誼。

## 纪念

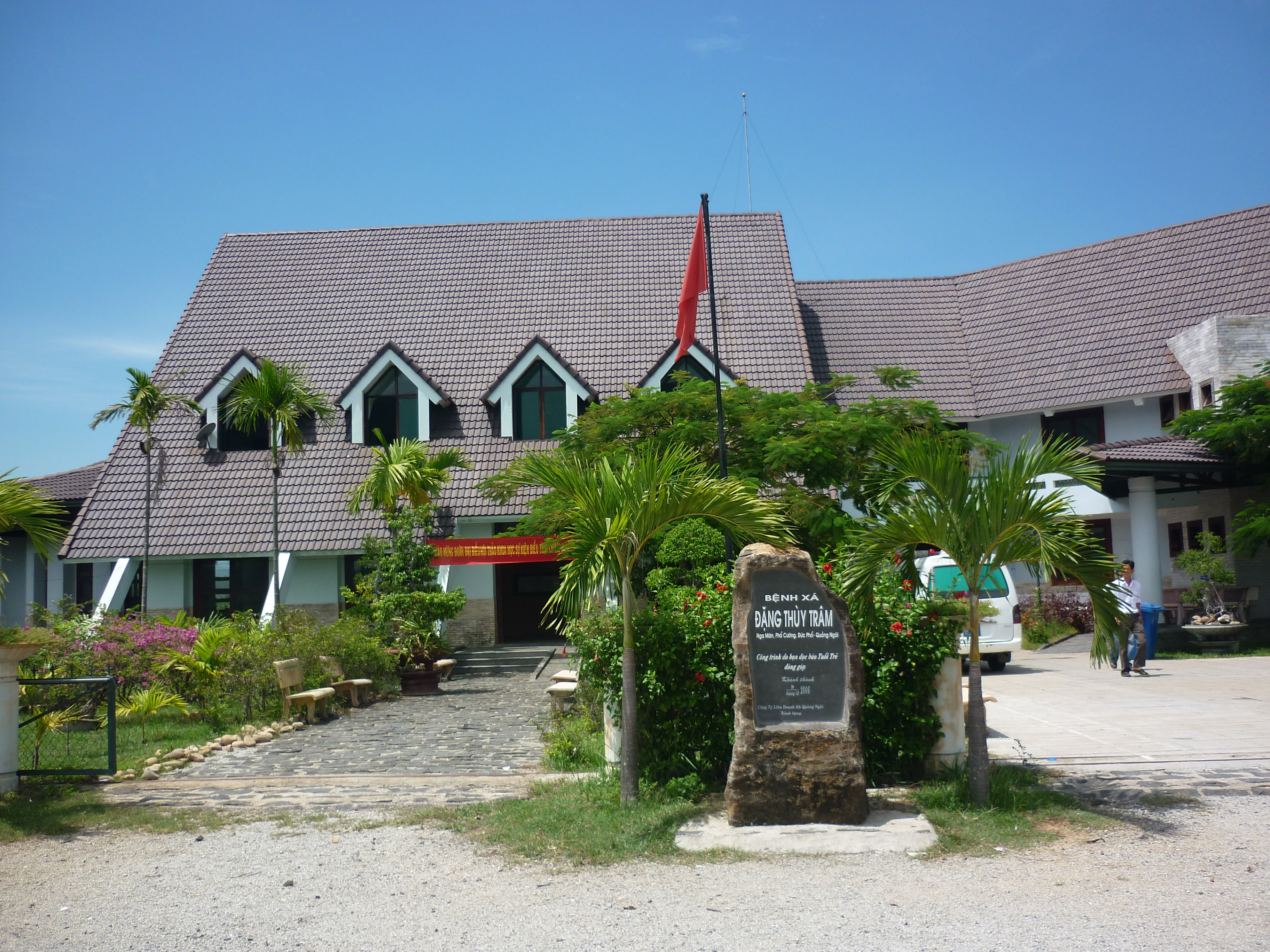
鄧垂簪醫務室

2006年4月3日越南國家主席陳德良簽署了關於追授鄧垂簪“人民武装力量英雄”榮譽稱號的第247/2006/QĐ-CTN號決定。
2006年12月20日，鄧垂簪醫務室在廣義省德普市社普強社落成。國家主席阮明哲等官員出席落成典禮。該醫務室佔地3,900平方米，採用西原地區隆屋的建築風格，使人感到親切。除了治療區外，醫務室內還設有陳列與鄧垂簪烈士相關物品的展示區。
2009年，鄧日明导演的越南电影《勿焚》公映，該電影取材於鄧垂簪日記。
2012年9月5日，經河內人民委員會批准，河内的一条大街以鄧垂簪命名。胡志明市也有两条街路以她的名字命名。
薄寮省東海縣的一所小學以鄧垂簪的名字命名。
2019年9月5日，河内朱文安中学在2019－2020學年開學典禮上，揭幕了鄧垂簪烈士雕像。